# HC Oceláři Třinec v české hokejové extralize 1998/1999

## Základní část

### HC Becherovka Karlovy Vary
- HC Becherovka Karlovy Vary – HC Železárny Třinec 2 : 3 (0 : 1, 1 : 2, 1 : 0)
- HC Železárny Třinec - HC Becherovka Karlovy Vary 7 : 3 (2 : 0, 3 : 1, 2 : 2)
- HC Becherovka Karlovy Vary – HC Železárny Třinec 0 : 3 (0 : 2, 0 : 0, 0 : 1)
- HC Železárny Třinec - HC Becherovka Karlovy Vary 4 : 1 (1 : 0, 2 : 0, 1 : 1)

### HC Velvana Kladno
- HC Železárny Třinec – HC Velvana Kladno 7 : 3 (0 : 0, 6 : 2, 1 : 1)
- HC Velvana Kladno - HC Železárny Třinec 3 : 3 PP (1 : 1, 2 : 1, 0 : 1)
- HC Železárny Třinec – HC Velvana Kladno 7 : 3 (1 : 1, 3 : 1, 3 : 1) - hetrik Viktor Ujčík
- HC Velvana Kladno - HC Železárny Třinec 3 : 6 (1 : 1, 2 : 3, 0 : 2)

### HC Sparta Praha
- HC Sparta Praha - HC Železárny Třinec 5 : 2 (1 : 1, 2 : 0, 2 : 1)
- HC Železárny Třinec – HC Sparta Praha 5 : 2 (1 : 2, 1 : 0, 3 : 0)
- HC Sparta Praha – HC Železárny Třinec 4 : 2 (0 : 0, 3 : 0, 1 : 2)
- HC Železárny Třinec – HC Sparta Praha 7 : 1 (4 : 0, 2 : 1, 1 : 0)

### HC IPB Pojišťovna Pardubice
- HC IPB Pojišťovna Pardubice - HC Železárny Třinec 4 : 5 (1 : 3, 1 : 0, 2 : 2)
- HC Železárny Třinec - HC IPB Pojišťovna Pardubice 5 : 4 (2 : 0, 2 : 2, 1 : 2)
- HC IPB Pojišťovna Pardubice - HC Železárny Třinec 1 : 1 PP (1 : 1, 0 : 0, 0 : 0) 200.zápas HC Oceláři Třinec v extralize
- HC Železárny Třinec - HC IPB Pojišťovna Pardubice 3 : 2 (0 : 1, 2 : 1, 1 : 0)

### HC Slezan Opava
- HC Železárny Třinec - HC Slezan Opava 0 : 2 (0 : 0, 0 : 1, 0 : 1)
- HC Slezan Opava - HC Železárny Třinec 1 : 3 (0 : 0, 1 : 1, 0 : 2)
- HC Železárny Třinec - HC Slezan Opava 7 : 0 (1 : 0, 3 : 0, 3 : 0)
- HC Slezan Opava - HC Železárny Třinec 5 : 2 (1 : 1, 2 : 0, 2 : 1)

### HC České Budějovice
- HC Železárny Třinec - HC České Budějovice 5 : 4 (2 : 2, 3 : 1, 0 : 1)
- HC České Budějovice – HC Železárny Třinec 2 : 3 (1 : 2, 1 : 0, 0 : 1)
- HC Železárny Třinec - HC České Budějovice 8 : 5 (2 : 0, 5 : 2, 1 : 3)
- HC České Budějovice – HC Železárny Třinec 4 : 3 (1 : 1, 0 : 1, 3 : 1)

### HC ZPS Barum Zlín
- HC Železárny Třinec - HC ZPS Barum Zlín 3 : 3 PP (1 : 0, 1 : 3, 1 : 0)
- HC ZPS Barum Zlín – HC Železárny Třinec 7 : 2 (3 : 1, 1 : 0, 3 : 1)
- HC Železárny Třinec - HC ZPS Barum Zlín 7 : 0 (3 : 0, 1 : 0, 3 : 0) - hetrik Aleš Zima
- HC ZPS Barum Zlín – HC Železárny Třinec 4 : 1 (2 : 1, 0 : 0, 2 : 0)

### HC Dukla Jihlava
- HC Železárny Třinec – HC Dukla Jihlava 4 : 3 (1 : 1, 2 : 0, 1 : 2) - hetrik Tomáš Chlubna
- HC Dukla Jihlava - HC Železárny Třinec 2 : 1 (2 : 0, 0 : 1, 0 : 0)
- HC Železárny Třinec – HC Dukla Jihlava 2 : 4 (2 : 3, 0 : 0, 0 : 1)
- HC Dukla Jihlava - HC Železárny Třinec 2 : 2 PP (1 : 1, 0 : 1, 1 : 0)

### HC Slavia Praha
- HC Železárny Třinec - HC Slavia Praha 3 : 2 (0 : 1, 0 : 0, 3 : 1)
- HC Slavia Praha – HC Železárny Třinec 1 : 4 (1 : 2, 1 : 2, 0 : 0)
- HC Železárny Třinec - HC Slavia Praha 5 : 2 (2 : 1, 0 : 0, 3 : 1)
- HC Slavia Praha – HC Železárny Třinec 2 : 5 (0 : 2, 1 : 2, 1 : 1)

### HC Keramika Plzeň
- HC Keramika Plzeň – HC Železárny Třinec 4 : 1 (2 : 0, 0 : 1, 2 : 0)
- HC Železárny Třinec – HC Keramika Plzeň 3 : 2 (0 : 1, 1 : 1, 2 : 0)
- HC Keramika Plzeň – HC Železárny Třinec 2 : 2 PP (0 : 1, 1 : 0, 1 : 1)
- HC Železárny Třinec – HC Keramika Plzeň 2 : 6 (2 : 3, 0 : 2, 0 : 1)

### HC Vítkovice
- HC Vítkovice - HC Železárny Třinec 3 : 4 (1 : 1, 2 : 1, 0 : 2)
- HC Železárny Třinec - HC Vítkovice 1 : 3 (0 : 0, 0 : 2, 1 : 1)
- HC Vítkovice - HC Železárny Třinec 2 : 2 PP (2 : 1, 0 : 1, 0 : 0)
- HC Železárny Třinec - HC Vítkovice 1 : 2 (0 : 0, 1 : 1, 0 : 1)

### HC Chemopetrol Litvínov
- HC Železárny Třinec – HC Chemopetrol Litvínov 5 : 2 (1 : 1, 3 : 1, 1 : 0)
- HC Chemopetrol Litvínov – HC Železárny Třinec 2 : 4 (1 : 2, 0 : 0, 1 : 2)
- HC Železárny Třinec – HC Chemopetrol Litvínov 2 : 2 PP (1 : 2, 1 : 0, 0 : 0)
- HC Chemopetrol Litvínov - HC Železárny Třinec 4 : 3 (2 : 1, 1 : 0, 1 : 2)

### HC Slovnaft Vsetín
- HC Slovnaft Vsetín – HC Železárny Třinec 6 : 1 (2 : 0, 2 : 1, 2 : 0)
- HC Železárny Třinec – HC Slovnaft Vsetín 3 : 2 (0 : 0, 2 : 1, 1 : 1)
- HC Slovnaft Vsetín – HC Železárny Třinec 0 : 0 PP (0 : 0, 0 : 0, 0 : 0)
- HC Železárny Třinec – HC Slovnaft Vsetín 0 : 2 (0 : 0, 0 : 1, 0 : 1)

## Play-off -Sezona 1998 / 1999
|  | Čtvrtfinále      | Čtvrtfinále  |        |   | Semifinále | Semifinále |  |  | Finále | Finále |
|  |                  |              |        |   |            |            |  |  |        |        |
|  |                  |              |        |   |            |            |  |  |        |        |
|  | Vsetín           | 3            |        |   |            |            |  |  |        |        |
|  | Vsetín           | 3            |        |   |            |            |  |  |        |        |
|  | Vítkovice        | 1            |        |   |            |            |  |  |        |        |
|  | Vítkovice        | 1            | Vsetín | 3 |            |            |  |  |        |        |
|  |                  |              | Vsetín | 3 |            |            |  |  |        |        |
|  |                  | Sparta Praha | 2      |   |            |            |  |  |        |        |
|  | České Budějovice | Sparta Praha | 2      | 0 |            |            |  |  |        |        |
|  | České Budějovice |              |        | 0 |            |            |  |  |        |        |
|  | Sparta Praha     | 3            |        |   |            |            |  |  |        |        |
|  | Sparta Praha     | 3            | Vsetín | 3 |            |            |  |  |        |        |
|  |                  |              | Vsetín | 3 |            |            |  |  |        |        |
|  |                  | Zlín         | 0      |   |            |            |  |  |        |        |
|  | Pardubice        | Zlín         | 0      | 0 |            |            |  |  |        |        |
|  | Pardubice        |              |        | 0 |            |            |  |  |        |        |
|  | Zlín             | 3            |        |   |            |            |  |  |        |        |
|  | Zlín             | 3            | Zlín   | 3 |            |            |  |  |        |        |
|  |                  |              | Zlín   | 3 |            |            |  |  |        |        |
|  |                  | Třinec       | 2      |   |            |            |  |  |        |        |
|  | Třinec           | Třinec       | 2      | 3 |            |            |  |  |        |        |
|  | Třinec           |              |        | 3 |            |            |  |  |        |        |
|  | Plzeň            | 2            |        |   |            |            |  |  |        |        |
|  | Plzeň            | 2            |        |   |            |            |  |  |        |        |

## Čtvrtfinále

### HC Železárny Třinec-HC Keramika Plzeň3:2 na zápasy
1. utkání
|  | HC Železárny Třinec | 2 - 4         | HC Keramika Plzeň |  |
|  | HC Železárny Třinec | (1:0,1:2,0:2) | HC Keramika Plzeň |  |

| Souhrn zápasu Report | Souhrn zápasu Report               | Souhrn zápasu Report | Souhrn zápasu Report                                                        | Souhrn zápasu Report |
| -------------------- | ---------------------------------- | -------------------- | --------------------------------------------------------------------------- | -------------------- |
|                      | 14. Branislav Jánoš 31. Petr Folta |                      | 23. Robert Jindřich 25. Martin Špaňhel 56. Pavel Augusta 59. Martin Špaňhel |                      |

2. utkání
|  | HC Železárny Třinec | 4 - 2         | HC Keramika Plzeň |  |
|  | HC Železárny Třinec | (0:1,3:1,1:0) | HC Keramika Plzeň |  |

| Souhrn zápasu Report | Souhrn zápasu Report                                                  | Souhrn zápasu Report | Souhrn zápasu Report              | Souhrn zápasu Report |
| -------------------- | --------------------------------------------------------------------- | -------------------- | --------------------------------- | -------------------- |
|                      | 24. Petr Gřegořek 30. Richard Král 38. Petr Folta 60. Libor Procházka |                      | 1. Petr Kořínek 26. Pavel Geffert |                      |

3. utkání
|  | HC Keramika Plzeň | 3 - 2         | HC Železárny Třinec |  |
|  | HC Keramika Plzeň | (1:1,1:1,1:0) | HC Železárny Třinec |  |

| Souhrn zápasu Report | Souhrn zápasu Report                                | Souhrn zápasu Report | Souhrn zápasu Report               | Souhrn zápasu Report |
| -------------------- | --------------------------------------------------- | -------------------- | ---------------------------------- | -------------------- |
|                      | 3. Michal Straka 23. Milan Antoš 53. David Pospíšil |                      | 18. Richard Král 24. Václav Pletka |                      |

4. utkání
|  | HC Keramika Plzeň | 3 - 6         | HC Železárny Třinec |  |
|  | HC Keramika Plzeň | (3:4,0:1,0:1) | HC Železárny Třinec |  |

| Souhrn zápasu Report | Souhrn zápasu Report                                  | Souhrn zápasu Report | Souhrn zápasu Report                                                                                | Souhrn zápasu Report |
| -------------------- | ----------------------------------------------------- | -------------------- | --------------------------------------------------------------------------------------------------- | -------------------- |
|                      | 2. Pavel Augusta 14. David Pospíšil 16. Michal Straka |                      | 5. Mario Cartelli 12. Branislav Jánoš 13. Viktor Ujčík 16. Aleš Zima 34. Petr Folta 49. Jan Peterek |                      |

5. utkání
|  | HC Železárny Třinec | 4 - 1         | HC Keramika Plzeň |  |
|  | HC Železárny Třinec | (1:0,1:1,2:0) | HC Keramika Plzeň |  |

| Souhrn zápasu Report | Souhrn zápasu Report                                                  | Souhrn zápasu Report | Souhrn zápasu Report | Souhrn zápasu Report |
| -------------------- | --------------------------------------------------------------------- | -------------------- | -------------------- | -------------------- |
|                      | 12. Jiří Kuntoš 31. Petr Folta 43. Mario Cartelli 54. Ľubomír Sekeráš |                      | 38. Petr Kořínek     |                      |

## Semifinále

### HC Železárny Třinec-HC ZPS Barum Zlín2:3 na zápasy
- Čtvrté semifinálové utkání Třinec – Zlín (5:4) - Nahození Branislava Jánoše ve 47 minutě z půlky ledové plochy rozhodlo o vítězství Třince.

1. utkání
|  | HC ZPS Barum Zlín | 5 - 1         | HC Železárny Třinec |  |
|  | HC ZPS Barum Zlín | (2:0,2:1,1:0) | HC Železárny Třinec |  |

| Souhrn zápasu Report | Souhrn zápasu Report                                                                 | Souhrn zápasu Report | Souhrn zápasu Report | Souhrn zápasu Report |
| -------------------- | ------------------------------------------------------------------------------------ | -------------------- | -------------------- | -------------------- |
|                      | 2. Josef Štraub 20. Patrik Hučko 28. Jiří Marušák 30. Petr Čajánek 59. Ondřej Veselý |                      | 31. Petr Folta       |                      |

2. utkání
|  | HC ZPS Barum Zlín | 2 - 1         | HC Železárny Třinec |  |
|  | HC ZPS Barum Zlín | (1:1,0:0,1:0) | HC Železárny Třinec |  |

| Souhrn zápasu Report | Souhrn zápasu Report                | Souhrn zápasu Report | Souhrn zápasu Report | Souhrn zápasu Report |
| -------------------- | ----------------------------------- | -------------------- | -------------------- | -------------------- |
|                      | 11. Roman Meluzín 51. Roman Meluzín |                      | 15. Jozef Daňo       |                      |

3. utkání
|  | HC Železárny Třinec | 5 - 1         | HC ZPS Barum Zlín |  |
|  | HC Železárny Třinec | (1:1,2:0,2:0) | HC ZPS Barum Zlín |  |

| Souhrn zápasu Report | Souhrn zápasu Report                                                                       | Souhrn zápasu Report | Souhrn zápasu Report | Souhrn zápasu Report |
| -------------------- | ------------------------------------------------------------------------------------------ | -------------------- | -------------------- | -------------------- |
|                      | 20. Branislav Jánoš 22. Viktor Ujčík 24. Viktor Ujčík 46. Viktor Ujčík 49. Branislav Jánoš |                      | 1. Jiří Marušák      |                      |

4. utkání
|  | HC Železárny Třinec | 5 - 4         | HC ZPS Barum Zlín |  |
|  | HC Železárny Třinec | (1:2,1:2,3:0) | HC ZPS Barum Zlín |  |

| Souhrn zápasu Report | Souhrn zápasu Report                                                                 | Souhrn zápasu Report | Souhrn zápasu Report                                                     | Souhrn zápasu Report |
| -------------------- | ------------------------------------------------------------------------------------ | -------------------- | ------------------------------------------------------------------------ | -------------------- |
|                      | 11. Jiří Kuntoš 36. Tomáš Chlubna 45. Aleš Zima 46. Richard Král 47. Branislav Jánoš |                      | 1. Tomáš Kapusta 9. Petr Čajánek 25. Jaroslav Balaštík 33. Miroslav Okál |                      |

5. utkání
|  | HC ZPS Barum Zlín | 3 - 2         | HC Železárny Třinec |  |
|  | HC ZPS Barum Zlín | (2:1,0:0,1:1) | HC Železárny Třinec |  |

| Souhrn zápasu Report | Souhrn zápasu Report                                | Souhrn zápasu Report | Souhrn zápasu Report                 | Souhrn zápasu Report |
| -------------------- | --------------------------------------------------- | -------------------- | ------------------------------------ | -------------------- |
|                      | 10. Tomáš Žižka 16. Ondřej Veselý 44. Miroslav Okál |                      | 7. Václav Pletka 51. Ľubomír Sekeráš |                      |

### Statistiky HC Železárny Třinec
| Základní část | Základní část | Základní část | Základní část | Play off | Play off | Play off | Play off |
| Ročník        | Útočníci      | Obránci       | Brankáři      | Útočníci | Obránci  | Brankáři |          |
| ------------- | ------------- | ------------- | ------------- | -------- | -------- | -------- | -------- |
| 1998/1999     | Zde           | Zde           | Zde           | Zde      | Zde      | Zde      |          |

## Hráli za Třinec
- Brankáři Radovan Biegl (32 ZČ + 8 play off) • Vlastimil Lakosil (27 ZČ + 4 play off) • Josef Lucák (1 ZČ + 0 play off)
- Obránci Ľubomír Sekeráš• Robert Kántor • Libor Procházka • Jiří Kuntoš • Petr Gřegořek • Stanislav Pavelec • Filip Štefanka • Robert Procházka • Miroslav Číhal • Mario Cartelli
- Útočníci Richard Král • Jozef Daňo • Viktor Ujčík • Ladislav Lubina –  • Jan Peterek • Václav Pletka • Roman Kaděra • Petr Folta • Tomáš Chlubna • Aleš Zima • Branislav Jánoš • Martin Havlát • Jan Marek • Patrik Moskal
- Hlavní trenér Alois Hadamczik